# 云南省工商业联合会
云南省工商业联合会，简称云南省工商联，同时称云南省总商会，是中国共产党领导的、云南省工商界组成的统战性、经济性、民间性的人民团体和商会组织。